# 48th Fighter Wing

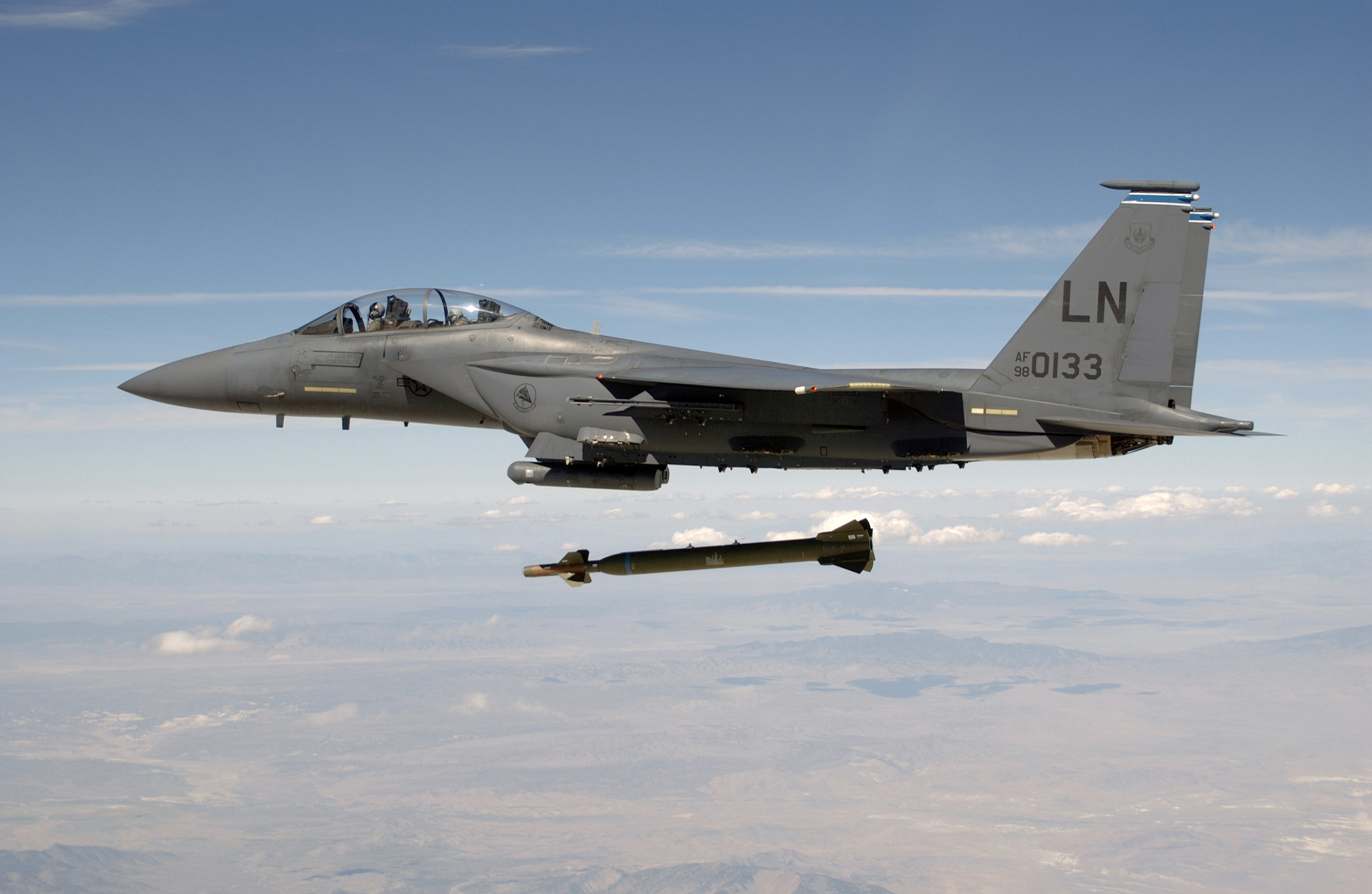
F-15E del 492nd FS

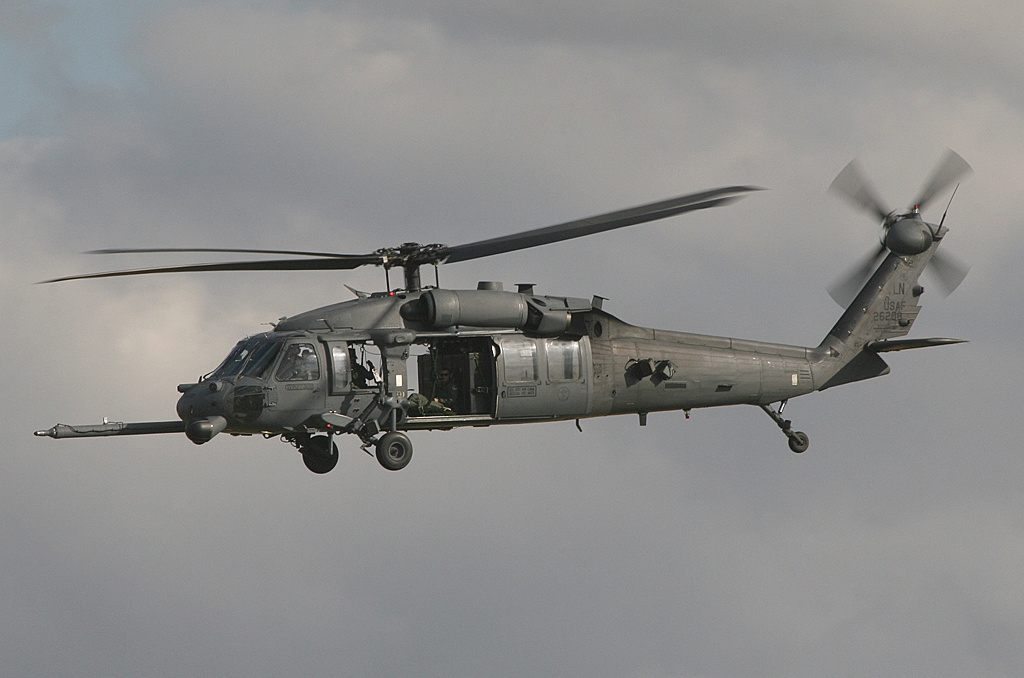
HH-60G del 56th RQS

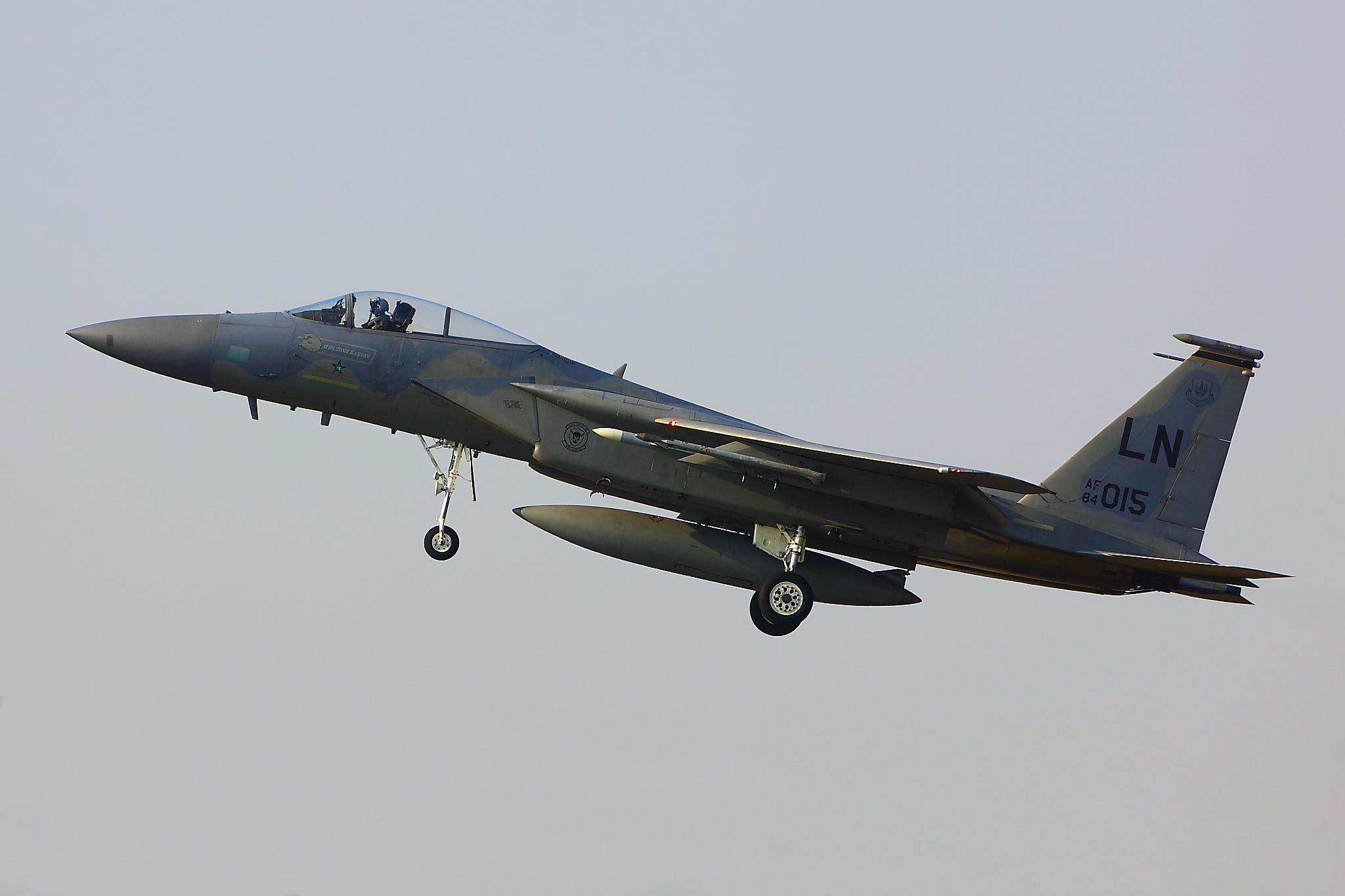
F-15C del 493rd FS

Il 48th Fighter Wing è uno stormo di aerei caccia delle United States Air Forces in Europe, inquadrato nella Third Air Force. Il suo quartier generale è situato presso la base RAF di Lakenheath, in Inghilterra.
Attualmente, nel 2024, lo stormo controlla:
- 48th Operations Group, codice LN

| Unità                  | Insegna | Aereo impiegato                 | Base                        | Numero | Profilo |
| ---------------------- | ------- | ------------------------------- | --------------------------- | ------ | ------- |
| 492nd Fighter Squadron |         | F-15E Strike Eagle              | RAF Lakenheath, Inghilterra | 27     |         |
| 493rd Fighter Squadron |         | F-35B Lightning II              | RAF Lakenheath, Inghilterra | 13     |         |
| 494th Fighter Squadron |         | F-15E Strike Eagle              | RAF Lakenheath, Inghilterra | 28     |         |
| 495th Fighter Squadron |         | F-35B Lightning II              | RAF Lakenheath, Inghilterra | 23     |         |
| 56th Rescue Squadron   |         | HH-60G Pave Hawk                | Aviano Air Base, Italia     | 4      |         |
| 57th Rescue Squadron   |         | Aerosoccorritori Guardian Angel | Aviano Air Base, Italia     |        |         |

- 48th Maintenance Group
  - 48th Aircraft Maintenance Squadron
  - 48th Component Maintenance Squadron
  - 48th Equipment Maintenance Squadron
  - 48th Maintenance Operations Squadron
  - 48th Munitions Squadron
- 48th Mission Support Group
  - 48th Civil Engineer Squadron
  - 48th Communications Squadron
  - 48th Contracting Squadron
  - 48th Force Support Squadron
  - 48th Logistics Readiness Squadron
  - 48th Security Forces Squadron
- 48th Medical Group
  - 48th Aerospace Medicine Squadron
  - 48th Dental Squadron
  - 48th Medical Operations Squadron
  - 48th Medical Support Squadron